# London SS
London SS je engleski punk rock sastav koji su u ožujku 1975. osnovali gitarist Mick Jones i basist Tony James.

## Povijest
Sastav je proveo veći dio svoje povijesti na audicijama za nove članove. Osim Jonesa i Jamesa, jedini trajni član je bio Brian James (nije u rodu s Tony Jamesomom). Ostali članovi koji su svirali u sastavu su Matt Dangerfield i Casino Steel, tada u Hollywood Brats-ima a kasnije članovima The Boysa.
Mnogi ostali značajniji glazbenici su se okušali u sastavu, uključujući buduće članove The Clasha Paula Simonona i Terryja Chimesa. Još su jednog budućeg člana Clasha, Nickya Toppera Headona zamolili da se pridruži grupi, ali je odbio. Rat Scabies, budući bubnjar The Damneda, je svirao s grupom iako je bio i u vlastitoj proto-punk grupi, Rot. Roland Hot je također bio bubnjar. Punk pjesnik Patrik Fitzgerald također tvrdi da je bio na audiciji za sastav.
London SS je snimio samo demosnimke nastupa Jamesa, Jonesa, Jamesa i Hota. Svirali su otvoreni Rock'n'roll i djelomično R&B iz šezdesetih godina iako su neki bivši članovi sastava smatrali njihovu glazbu prilično slabom.
Nakon što je Hot izbačen u siječnju 1976. Brian James je napustio sastav sa Scabiesom i osnovao The Subterraneas i kasnije The Damned. Drugi James se pridružio sastavu Chelsea s Billyem Idolom i ova su dvojica kasnije osnovala Generation X. Jones, Simonon i Chimes su se udružili s Joe Strummerom i osnovali The Clash. Chimesa je kasnije zamijenio Headon i kasnije Headon opet Chimesom. Na kraju, London SS je bio poznatiji po onome što su članovi kasnije postigli u životu nego tijekom cijelog postojanja grupe.
Ime grupe je izazvalo negodovanje u nekim četvrtima, jer je SS općenito bilo shvaćano kao nacistička vojna organizacija. Ovo je kasnije pratilo Micka Jonesa kada je Clash postao vođa britanskih lijevo orijentiranih grupa. Međutim, članovi sastava su kasnije tvrdili da je SS značilo "social security". Drugi pak tvrde da je bilo korišteno zbog svoje upadljivosti i šokantnosti, a ne kao simpatiziranje fašizma.